# 11º Corpo corazzato delle guardie
L'11º Corpo corazzato delle guardie (in russo 11-й гвардейский танковый корпус?, 11-j gvardejskij tankovyj korpus) fu una formazione dell'Armata Rossa che prese parte alle più importanti battaglie sul fronte orientale durante la seconda guerra mondiale; in particolare fu elemento corazzato di punta durante le ultime campagne del 1944-1945 inquadrato nella famosa 1ª Armata corazzata delle guardie, e terminò vittoriosamente la guerra a Berlino partecipando ai sanguinosi scontri dentro la capitale stessa del Terzo Reich.
L'unità corazzata era stata costituita nella primavera 1942 con la denominazione di 6º Corpo corazzato ed inizialmente partecipò alle costose e fallimentari offensive sovietiche contro il saliente di Ržev, prima di essere trasferita più a sud distinguendosi in primo luogo durante l'aspra battaglia di Kursk. Dopo la nuova vittoria a Char'kov, il 23 ottobre 1943 Stalin e lo Stavka assegnarono al 6º Corpo corazzato la nuova denominazione onorifica di 11º Corpo corazzato delle guardie.
Assegnato alla 1ª Armata corazzata delle guardie e guidato da comandanti energici, abili ed esperti, l'11º Corpo corazzato delle guardie mostrò fino al termine della guerra grande slancio offensivo e durante la gigantesca offensiva sulla Vistola del gennaio 1945 fu alla testa della rapidissima avanzata fino all'Oder, che avrebbe superato per prima a sud di Küstrin. Ad aprile, dopo alcune difficoltà iniziali, fu una delle sette armate sovietiche che accerchiarono e conquistarono Berlino.
Dopo la guerra l'11º Corpo venne ridenominato 11ª Divisione corazzata delle guardie e rimase nella Repubblica Democratica Tedesca durante tutto il periodo della Guerra fredda, costituendo una delle unità più potenti e preparate dell'Esercito sovietico, pronto a passare all'offensiva attraverso il varco di Fulda in caso di guerra con la NATO.

## Storia

### Il 6º Corpo corazzato sul fronte di Ržev
Nell'aprile 1942 la Direzione Centrale delle Forze corazzate e meccanizzate dell'Armata Rossa, guidata dal capace generale Y. Fedorenko, diede inizio al faticoso e complesso programma di ricostituzione delle forze mobili sovietiche in vista della nuova campagna estiva, allo scopo di dotarsi di idonee formazioni dotate di potenza d'urto e di velocità di movimento da impiegare per ottenere sfondamenti in profondità e sferrare grandi offensive strategiche secondo le note teoria dei teorici sovietici degli anni trenta.
Tra le nuove formazioni, venne costituito nella regione di Mosca anche il 6º Corpo corazzato, inizialmente organizzato principalmente come quartier generale di addestramento con l'assegnazione di quattro nuove brigate corazzate. Solo nel mese di maggio il 6º Corpo corazzato divenne un corpo corazzato pienamente operativo assegnato al Fronte Occidentale con tre brigate corazzate ed una brigata motorizzata e comandato dal generale Getman, esperto di guerra corazzata. Durante l'estate 1942 il Fronte Occidentale, guidato personalmente dal generale Žukov, sferrò una serie di infruttuosi attacchi contro le solide difese tedesche nel saliente di Ržev, subendo pesanti perdite, senza ottenere alcuni risultato operativo.
Il 6º Corpo corazzato, dotato in questa fase di 169 carri armati, tra cui 24 carri pesanti KV e 46 carri medi T-34, prese parte a questi costosi attacchi frontali e subì gravi perdite, dimostrando, come anche tutte le altre inesperte formazioni meccanizzate sovietiche, gravi carenze organizzative e tattiche. A novembre e dicembre 1942 il 6º Corpo corazzato, ricostituito e portato a 170 carri, venne assegnato al nuovo Fronte Occidentale comandato dal generale Konev e partecipò alla disastrosa operazione Marte.
I sovietici fallirono di nuovo nel tentativo di sfondare le difese della 9ª Armata tedesca del generale Model nel saliente di Ržev, e le forze corazzate impiegate prematuramente contro gli anticarro tedeschi vennero quasi completamente distrutte. Il 6º Corpo corazzato subì perdite elevatissime e dovette quindi, ridotto ad una sola brigata corazzata, essere ritirato, nel febbraio 1943 nelle retrovie per ricostituzione e riequipaggiamento.
Nel marzo 1943, il 6º Corpo corazzato venne quindi assegnato alla nuova 1ª Armata corazzata, appena costituita dallo Stavka al comando del famoso generale Michail Efimovič Katukov, con cui sarebbe rimasto per il resto della guerra, condividendo numerosi e grandi successi durante oltre due anni di cruente battaglie. Appena costituita, la nuova armata corazzata venne subito inviata a sud nel settore di Obojan', per consolidare il lato meridionale del saliente di Kursk e bloccare eventuali attacchi tedeschi. Il 6º Corpo corazzato, costituito ora da tre brigate corazzate, tra cui la nuova 112ª Brigata corazzata (che, ridenominata più tardi 44ª Brigata corazzata delle guardie, sarebbe diventata una delle più celebri e valorose formazioni meccanizzate dell'Armata Rossa), quindi si portò a sud insieme al 3º Corpo meccanizzato, l'altra unità mobile assegnata alla 1ª Armata corazzata del generale Katukov.

### Kursk e Char'kov
Nel luglio 1943 il 6º Corpo corazzato era completamente riequipaggiato con carri sovietici T-34 e T-70 e carri americani M3 Lee (ritenuti poco idonei ad affrontare i potenti Panzer tedeschi). Con queste forze, a partire dal 5 luglio 1943, venne impegnato quindi nei furiosi e prolungati scontri con le Panzer-Divisionen tedesche nella battaglia di Kursk; il 6º Corpo corazzato si batté con valore ed efficacia insieme alle altre formazioni della 1ª Armata corazzata, in parte interrando i suoi mezzi corazzati e limitando gli inutili contrattacchi frontali (secondo le prudenti direttive del generale Katukov) e riuscì, a costo di pesanti perdite, a logorare progressivamente le forze corazzate tedesche del 48º Panzerkorps contribuendo in modo rilevante al successo finale sovietico.
Il 6º Corpo corazzato uscì tuttavia decimato dalla dura battaglia e dovette essere freneticamente rafforzato con il massiccio recupero dei mezzi danneggiati e con l'accelerato ritorno in combattimento degli equipaggi feriti, in vista della prevista offensiva sovietica verso Char'kov (Operazione Rumjancev). Durante questa offensiva le forze corazzate sovietiche impiegarono per la prima volta con successo d'estate le nuove tattiche di avanzata in profondità; il 6º Corpo corazzato, sempre inquadrato nella 1ª Armata corazzata di Katukov, fu alla testa dell'offensiva, spingendo in avanti alcune brigate di punta destinate ad occupare di sorpresa aree tatticamente rilevanti anche a costo di rimanere pericolosamente isolate.
La 112ª Brigata corazzata e la famosa 1ª Brigata corazzata delle guardie (facente parte del 3º Corpo meccanizzato) furono spesso in prima linea in queste veloci avanzate isolate con il ruolo di "distaccamenti avanzati". Durante la Quarta battaglia di Char'kov, quindi, il 6º Corpo corazzato, guidato sempre dal generale Getman, mise in mostra notevole slancio offensivo e grande mobilità operativa, ed anche se, contrattaccato a Bogoduchov e Acthyrka dalle Panzer-Divisionen, subì di nuovo forti perdite, mantenne il terreno conquistato e contribuì al successo dell'operazione ed alla vittoria finale sovietica, culminata nella liberazione di Char'kov il 23 agosto 1943.
Gravemente indebolito dagli estenuanti e aspri scontri con le abili formazioni corazzate tedesche, il 6º Corpo corazzato, come tutta la 1ª Armata corazzata (ridotta in totale a soli 162 carri armati), dopo aver conseguito notevoli risultati nelle avanzate estive, passò in riserva nel mese di settembre, e giocò un ruolo secondario nella successiva marcia dell'Armata Rossa verso il Dnepr, ma Stalin e il Comando supremo della Stavka, il 23 ottobre 1943, decisero di assegnare il titolo onorifico delle guardie a tutte le formazioni della armata corazzata del generale Katukov in riconoscimento degli strenui sforzi e dei successi ottenuti nella dura battaglia difensiva di Kursk e nella vigorosa offensiva Belgorod-Char'kov. Il 3º Corpo meccanizzato quindi divenne l'8º Corpo meccanizzato delle guardie, mentre il 6º Corpo corazzato assunse la nuova denominazione di "11º Corpo corazzato delle guardie", penultima unità corazzata sovietica ad ottenere durante la guerra questo prestigioso titolo.

### L'11º Corpo corazzato delle guardie dal Dnepr alla Vistola

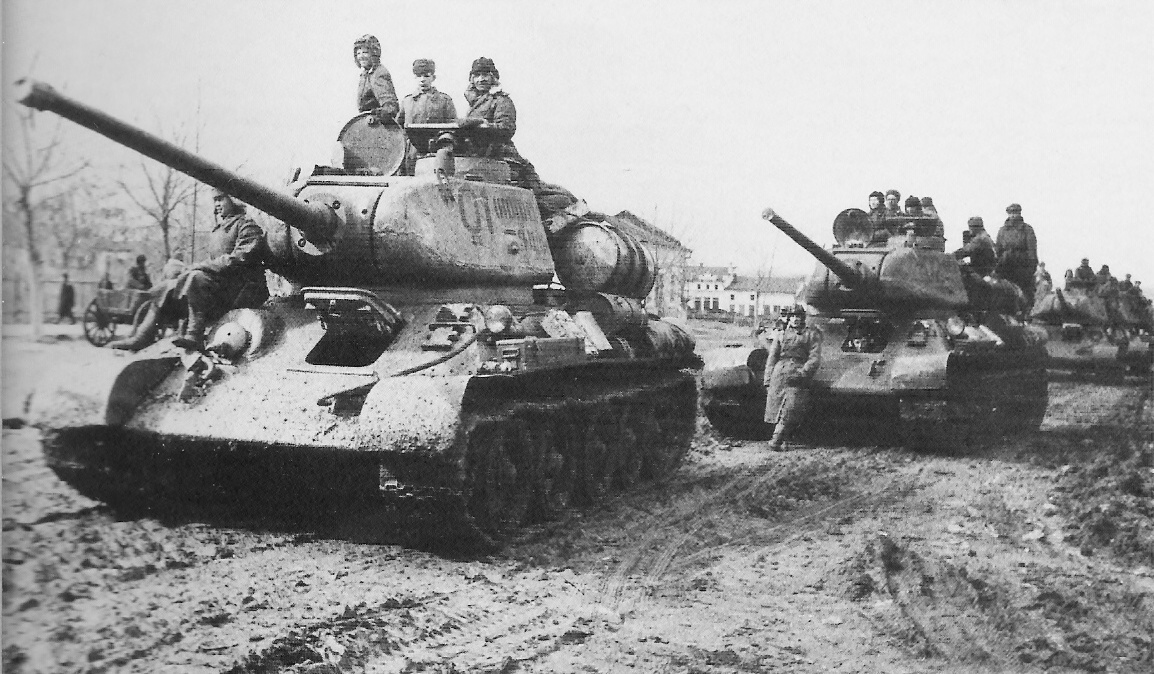
I primi carri sovietici T-34/85 in azione durante l'offensiva del marzo 1944 in Ucraina.

L'11º Corpo corazzato delle guardie rientrò in azione, insieme a tutta la 1ª Armata corazzata, solo nel dicembre 1943, per rafforzare l'importante testa di ponte di Kiev del 1º Fronte ucraino, duramente contrattaccata dalle riserve corazzate tedesche. Il 24 dicembre il fronte sovietico ripartì all'offensiva e l'11º Corpo partecipò con successo alla difficile avanzata, contrastata dal nemico e resa particolarmente faticosa per le proibitive condizioni del clima e del terreno.
Fu nel marzo 1944 che la 1ª Armata corazzata e l'11º Corpo corazzato delle guardie giocarono un ruolo molto importante durante la grande offensiva generale del maresciallo Žukov verso i Carpazi; le unità corazzate del corpo avanzarono rapidamente in profondità, contribuirono al temporaneo accerchiamento della 1. Panzerarmee tedesca nella sacca di Kamenec-Podol'skij e poi proseguirono ancora fino a raggiungere Černovcy e quindi il confine rumeno-ungherese.
In questa regione l'11º Corpo corazzato dovette fronteggiare aspri contrattacchi delle forze meccanizzate tedesche e l'unità riuscì a mantenere il terreno conquistato ed a respingere il nemico; in questa occasione venne equipaggiato, tra i primi corpi mobili dell'Armata Rossa, con i nuovi carri T-34/85, in grado di contrastare i carri pesanti della Wehrmacht. Per i successi raggiunti nella primavera 1944 anche la 1ª Armata corazzata del generale Katukov ottenne il 25 aprile 1944 la designazione onorifica delle guardie.
L'11º Corpo corazzato delle guardie, ora completamente equipaggiato con carri T-34/85, si distinse ancora durante la successiva Offensiva Leopoli-Sandomierz del luglio 1944; la formazione, raggruppata insieme al resto della 1ª Armata corazzata delle guardie della regione di Luc'k, sfruttò in profondità lo sfondamento delle linee tedesche e la 44ª Brigata corazzata delle guardie (guidata dall'abile colonnello I.I. Gusakovskij), impegnata come Distaccamento avanzato del corpo, raggiunse e superò per prima il fiume Bug, sbaragliando completamente le forze nemiche. Il 17 luglio la 44ª Brigata corazzata fronteggiò e respinse il debole contrattacco della 17. Panzer-Division, e quindi continuò ad avanzare, seguita dal resto dell'11º Corpo.
Nei giorni successivi le colonne corazzate sovietiche del generale Katukov si diressero verso la Vistola che raggiunsero e superarono già il 29 luglio; le prime teste di ponte furono rapidamente conquistate dalla 1ª Brigata corazzata delle guardie (dell'8º Corpo meccanizzato delle guardie) e dalla 44ª Brigata corazzata delle guardie dell'11º Corpo corazzato, nell'area di Baranów e Tarnobrzeg. L'11º Corpo corazzato delle guardie quindi fu impegnato a contrastare i contrattacchi tedeschi rafforzati anche dai carri pesanti Tiger II, e riuscì a mantenere il possesso delle importanti posizioni strategiche. Finalmente nel settembre 1944 il corpo corazzato delle guardie passò nelle riserve dello Stavka per riequipaggiarsi e rafforzarsi in vista della campagna finale verso la Germania.

### Fino a Berlino
Nel novembre 1944 l'11º Corpo corazzato delle guardie, ora guidato dal generale di origine armena Babajanyan, ritornò sulla linea del fronte a ranghi completi con carri T-34/85 e semoventi pesanti ISU-152, ISU-122 e SU-100, sempre inquadrata nella 1ª Armata corazzata delle guardie, formazione assegnata al potente 1º Fronte bielorusso del maresciallo Žukov, incaricato di sfondare la linea della Vistola e marciare direttamente verso l'Oder e Berlino.
Il 14 gennaio 1945 il fronte di Žukov sferrò il suo travolgente attacco dalle teste di ponte di Magnuszew e Puławy, provocando il rapido crollo delle deboli difese tedesche del Gruppo d'armate A. La 1ª Armata corazzata delle guardie del generale Katukov venne quindi subito incaricata di sfruttare lo sfondamento e di avanzare, accanto alla 2ª Armata corazzata delle guardie, in profondità per sbaragliare le retrovie nemiche e raggiungere la Germania. L'11º Corpo corazzato, sempre preceduto dal Distaccamento avanzato della 44ª Brigata corazzata delle guardie, guidò l'audace avanzata nelle innevate pianure polacche.
Nell'occasione i carristi della 44ª Brigata corazzata, sempre guidati dall'energico colonnello Gusakovskij, effettuarono un terrificante attraversamento del fiume Pilica ghiacciato, frantumando il ghiaccio e proseguendo per accelerare i tempi direttamente a guado. I carri dell'11º Corpo corazzato delle guardie dopo aver superato il fiume respinsero quindi alcuni deboli contrattacchi tedeschi della 25. e 19. Panzer-Division, e proseguirono la rapidissima avanzata verso Poznan e la linea dell'Oder.
Già alla fine del mese di gennaio l'11º Corpo era sulla linea del fiume che venne attraversato contemporaneamente dalla 44ª Brigata corazzata delle guardie a nord di Francoforte, e dalle unità della 2ª Armata corazzata delle guardie a nord di Küstrin. Dopo questo clamoroso successo l'11º Corpo corazzato delle guardie fu impegnato durante i mesi di febbraio e marzo 1945 a consolidare le posizioni conquistate sull'Oder e poi nella difficile campagna di Pomerania per distruggere le forze tedesche rimaste isolate dalla travolgente avanzata dell'Armata Rossa.
L'ultimo atto della guerra sul Fronte orientale ebbe inizio il 16 aprile 1945 e la 1ª Armata corazzata delle guardie e l'11º Corpo corazzato delle guardie, sempre assegnati al 1º Fronte bielorusso del maresciallo Žukov, furono impegnate al centro dell'azione direttamente nell'attacco frontale alle solide difese tedesche dell alture di Seelow. L'inizio della battaglia finale di Berlino non fu molto favorevole alle forze sovietiche; il comando del Fronte impegnò prematuramente le sue massicce riserve corazzate e anche l'11º Corpo corazzato delle guardie fu intralciato dallo scarso spazio disponibile, subì pesanti perdite ed avanzò solo con difficoltà.
Solo dopo tre giorni di sanguinosi scontri i carri sovietici dell'11º Corpo, dopo aver respinto un disperato contrattacco della Panzer-Division Müncheberg, raggiunsero il terreno aperto e anche questa volta la 44ª Brigata corazzata delle guardie venne lanciata in avanti per accelerare l'avanzata e scardinare le retrovie tedesche. Entro il 25 aprile l'11º Corpo corazzato delle guardie, accanto alle altre formazioni della 1ª Armata corazzata di Katukov ed alle numerose armate fucilieri sovietiche, raggiunse la periferia orientale di Berlino e si impegnò negli aspri e prolungati scontri all'interno della cerchia cittadina.
Furono combattimenti particolarmente difficili e costosi per i carri dell'11º Corpo, che tuttavia continuarono lentamente ad avanzare supportando i fucilieri della 8ª Armata delle guardie del generale Čujkov. Al momento della vittoriosa conclusione della battaglia di Berlino (2 maggio 1945) i carristi dell'11º Corpo corazzato delle guardie erano giunti a 200 metri dalla Cancelleria del Reich e dal Bunker di Hitler (già suicidatosi il 30 aprile).
La guerra dell'11º Corpo corazzato delle guardie, caratterizzata, dopo alcuni insuccessi iniziali, da una serie quasi ininterrotta di riuscite avanzate, si concluse quindi nel cuore della capitale nemica; il corpo delle guardie, sempre inquadrato nella prestigiosa armata del generale Katukov, diede prova costantemente di notevole slancio offensivo e di capacità operativa, impiegando negli ultimi due anni con successo le tattiche sovietiche di avanzata in profondità. Numerosi uomini del corpo si distinsero in azione, e 43 soldati ottennero il riconoscimento di Eroe dell'Unione Sovietica, tra cui 16 appartenenti alla famosa 44ª Brigata corazzata delle guardie del colonnello Gusakovskij (a sua volto premiato per due volte con il titolo di Eroe dell'Unione Sovietica).
Dopo la fine della Grande Guerra Patriottica, l'11º Corpo corazzato delle guardie rimase nella Germania orientale, trasformato in 11ª Divisione corazzata delle guardie, sempre inserito nella 1ª Armata corazzata delle guardie, una delle unità di punta del Gruppo di forze sovietiche in Germania, schierata a Dresda ed incaricata, in caso di guerra con la NATO di sferrare uno degli attacchi più importanti contro la stretta di Fulda.
Dopo la fine della Guerra fredda la 11ª Divisione corazzata delle guardie è stata ritirata in Bielorussia per essere assegnata alle forze armate della nuova repubblica indipendente.

## Ordine di battaglia
1942: Operazione Marte  (6º Corpo corazzato)
- Quartier generale
- 22. Brigata corazzata
  - I battaglione carri
  - II battaglione corazzato
  - 22º battaglione fucilieri motorizzato
- 100. Brigata corazzata
  - I battaglione corazzato
  - II battaglione corazzato
  - 100º battaglione fucilieri motorizzato
- 200. Brigata corazzata
  - I battaglione corazzato
  - II battaglione corazzato
  - 200º battaglione fucilieri motorizzato
- 6. Brigata motorizzata
  - I battaglione fucilieri
  - II battaglione fucilieri
  - III battaglione fucilieri
- 129º battaglione mortai delle guardie (razzi Katjusa)
- 538º reggimento anticarro
- 270º reggimento mortai
- 85º battaglione motociclisti
- 85º battaglione del genio
- 351º battaglione trasmissioni
  - nel marzo 1943 la 100. Brigata corazzata fu sostituita dalla:
- 112. Brigata corazzata
  - 124º battaglione corazzato
  - 125º battaglione corazzato
  - 112º battaglione fucilieri motorizzato

1944: Offensive Proskurov-Černovcy e Leopoli-Sandomierz  (11º Corpo corazzato delle guardie)
- Quartier generale
- 40. Brigata corazzata delle guardie  (ex-22. Brigata corazzata)
  - I battaglione carri
  - II battaglione corazzato
  - III battaglione corazzato
  - 40. battaglione fucilieri motorizzato
- 44. Brigata corazzata delle guardie  (ex-112. Brigata corazzata)
  - I battaglione corazzato
  - II battaglione corazzato
  - III battaglione corazzato
  - 44. battaglione fucilieri motorizzato
- 45. Brigata corazzata delle guardie  (ex-200. Brigata corazzata)
  - I battaglione corazzato
  - II battaglione corazzato
  - III battaglione corazzato
  - 45. battaglione fucilieri motorizzato
- 27. Brigata motorizzata delle guardie  (ex-6. Brigata motorizzata)
  - I battaglione fucilieri motorizzato
  - II battaglione fucilieri motorizzato
  - III battaglione fucilieri motorizzato
  - I battaglione d'artiglieria campale
- 293º reggimento cannoni semoventi delle guardie (SU-76)
- 1535º reggimento cannoni semoventi pesanti (SU-152)
- 362º reggimento anticarro delle guardie
- 270º reggimento mortai delle guardie
- 1018º reggimento antiaereo
- 53º battaglione mortai delle guardie (razzi Katjusa)
- 391º battaglione anticarro
- 9º battaglione motociclisti
- 134º reggimento del genio delle guardie
- 153º reggimento trasmissioni delle guardie
- 75º battaglione riparazioni
- 177º battaglione riparazioni
  - nel luglio 1944 fu aggiunto:
- 1454º reggimento cannoni semoventi (SU-85)

1945: Offensiva Vistola-Oder e Battaglia di Berlino  (11º Corpo corazzato delle guardie)
- Quartier generale
- 40. Brigata corazzata delle guardie  (ex-22. Brigata corazzata)
  - I battaglione carri
  - II battaglione corazzato
  - III battaglione corazzato
  - 40. battaglione fucilieri motorizzato delle guardie
- 44. Brigata corazzata delle guardie  (ex-112. Brigata corazzata)
  - I battaglione corazzato
  - II battaglione corazzato
  - III battaglione corazzato
  - 44. battaglione fucilieri motorizzato delle guardie
- 45. Brigata corazzata delle guardie  (ex-200. Brigata corazzata)
  - I battaglione corazzato
  - II battaglione corazzato
  - III battaglione corazzato
  - 45. battaglione fucilieri motorizzato delle guardie
- 27. Brigata motorizzata delle guardie  (ex-6. Brigata motorizzata)
  - I battaglione fucilieri motorizzato
  - II battaglione fucilieri motorizzato
  - III battaglione fucilieri motorizzato
  - I battaglione d'artiglieria campale
- 399º reggimento cannoni semoventi pesanti delle guardie (ISU-152)
- 362º reggimento cannoni semoventi pesanti delle guardie (ISU-122)
- 1454º reggimento cannoni semoventi (SU-100)
- 350º reggimento artiglieria leggera
- 270º reggimento mortai delle guardie
- 1018º reggimento antiaereo
- 53º battaglione mortai delle guardie (razzi Katjusa)
- 9º battaglione motociclisti delle guardie
- 134º battaglione del genio delle guardie
- 153º reggimento trasmissioni delle guardie
- 75º battaglione riparazioni
- 177º battaglione riparazioni

## Comandanti
- maggior generale Andrej Lavrentëvič Getman dal 19.04.1942 al 23.10.1943   (6º Corpo corazzato)
- maggior generale Andrej Lavrentëvič Getman dal 23.10.1943 al 25.08.1944   (11º Corpo corazzato delle guardie)
- maggior generale Amazasp Khačaturovič Babajanian dal 25.08.1944 al 09.05.1945